# U.S. Route 90
U.S. Route 90 (ou U.S. Highway 90) é uma autoestrada dos Estados Unidos.
Faz a ligação do Oeste para o Este. A U.S. Route 90 foi construída em 1926 e tem 1 633 milhas (2 628,1 km).

## Principais ligações
Interstate 35 em San Antonio

 Interstate 45 em Houston

 US 11 em New Orleans

 US 49 em Gulfport

 Interstate 65 em Mobile

 Interstate 110 em Pensacola

 Interstate 75 em Lake City